# Orvasca semifusca
Orvasca semifusca är en fjärilsart som beskrevs av Walker 1869. Orvasca semifusca ingår i släktet Orvasca och familjen tofsspinnare. Inga underarter finns listade i Catalogue of Life.